# نه، افسوس هیچ‌چیز را نمی‌خورم
«نه، افسوس هیچ‌چیز را نمی‌خورم» (فرانسوی: Non, je ne regrette rien‎) یا «نه، از هیچ‌چیز پشیمان نیستم»، ترانه‌ای است ساخته شارل دومو بر روی متنی از میشل وُکر که در ۱۹۵۶ با صدای ادیت پیاف ضبط شد. این ترانه به مدت هفت هفته در صدر جدول ترانه‌های فرانسه قرار داشت.

## تاریخچه
به‌گفتهٔ شارل دومو، او نخست این ترانه را با نامی دیگر و برای خوانندهٔ دیگری ساخته بود، ولی بعد که به اجرای آن توسط پیاف فکر کرد نام آن را تغییر داد.
زمانی که دومو و وکر به ملاقات پیاف در خانه‌اش می‌روند، او با آن‌ها برخورد تندی می‌کند و مدتی منتظرشان می‌گذارد. به مجرد آنکه دومو ترانه را می‌خواند، سکوت برقرار شده و پیاف از او می‌خواهد که بار دیگر آن را اجرا کند. پس از آن پیاف ترانه را «بسیار عالی» می‌نامد که به بزرگترین موفقیتش بدل خواهد شد، و آن را می‌پذیرد.
پیاف اجرای این ترانه را به لژیون خارجی فرانسه تقدیم کرده است. در آن زمان فرانسه در جنگ الجزایر (۱۹۵۴–۱۹۶۲) درگیر بود.

## فرهنگ عامه
این ترانه در کارهای متعددی استفاده شده یا مورد بازخوانی قرار گرفته است. از میان آن‌ها می‌توان به فیلم تلقین (۲۰۱۰) به کارگردانی کریستوفر نولان و فیلم رویابین‌ها به کارگردانی برناندو برتولچی اشاره کرد.